# Fanta (Vorname)
Fanta ist ein weiblicher Vorname.

## Varianten
- Fanta
- Fantamady

## Herkunft und Bedeutung des Namens
Fanta ist ein sehr häufiger Vorname in Westafrika. Das LG Köln hält den Vornamen Fanta auch in Deutschland für zulässig (LG Köln StAZ 1999, 147 [148]).
Aufsehen erregte der Name in Deutschland, da Fanta hier vor allem als Getränk bekannt ist, im Zusammenhang mit anderen Namen wie Pumuckl, Schnucki oder Pfefferminze. Diese wurden von den Eltern als Namen für ihr Kind bei dem zuständigen Standesamt beantragt und größtenteils abgelehnt, weil sie der allgemeinen Sitte und Ordnung oder dem Kindeswohl widersprechen. Listen zu diesbezüglichen Gerichtsurteilen finden sich im Artikel Deutscher Vorname.

### Ursprünge
Bevorzugt in der afrikanischen Ethnie der Mandinka, die in Mali, Senegal, Gambia, Guinea-Bissau, Elfenbeinküste und Burkina Faso siedeln, ist dieser Name sehr gebräuchlich.

## Bekannte Namensträgerinnen
- Cheick Fantamady Camara (1960–2017), guineischer Filmregisseur und Dokumentarfilmer
- Fanta Damba, Musikerin aus Mali
- Fanta Naya Diawara, Musikerin aus Mali
- Fanta Keita (Judoka) (1981–2006), senegalesische Judoka
- Fanta Keita (Handballspielerin) (* 1995), senegalesische Handballspielerin
- Fanta Koné (* 1995), malische Fußballschiedsrichterassistentin
- Fanta Régina Nacro (* 1962), burkinische Regisseurin
- Fanta-Taga Tembely, Schriftstellerin aus Mali
- Estelle Fanta Swaray (* 1980), besser bekannt unter ihrem Künstlernamen Estelle, britische Hip-Hop-Sängerin

## In der Literatur
- „Fanta“ heißt auch eine Protagonistin in Alex Haleys „Faction“-Roman aus dem Jahr 1976 über die Sklaverei in den Vereinigten Staaten, Roots: The Saga of an American Family, der unter dem gleichnamigen Titel als Fernsehserie verfilmt wurde.